# Ganguro

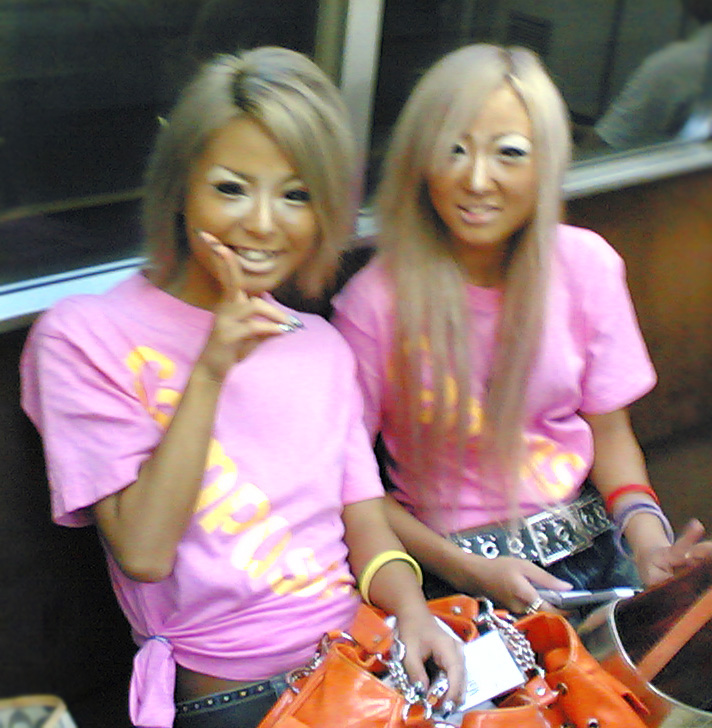
Il make-up tipico delle ragazze ganguro

La moda ganguro o semplicemente ganguro (ガングロ?) era un tipo di abbigliamento alternativo diffuso tra le giovani donne giapponesi. Nato nella metà degli anni novanta, dopo un picco di popolarità divenne obsoleto già negli anni 2000.
Dalla moda è derivata anche una sorta di subcultura ganguro. I distretti Shibuya e Ikebukuro di Tokyo furono il centro della moda ganguro. La moda/subcultura ganguro faceva parte della scena Kogal.

## Caratteristiche
La moda ganguro è assai vistosa e piuttosto kitsch. Vengono combinate un'abbronzatura molto scura con i capelli, spesso acconciati in lunghi codini o in ricci gonfi e voluminosi, tinti con tonalità appariscenti ed eccentriche, quali rosa chewing-gum, arancione, biondo paglierino e grigio argento. Viene utilizzato dell'inchiostro nero come eyeliner e del correttore bianco come ombretto e rossetto. Vengono spesso aggiunti lunghe ciglia finte e cipria perlata. Elementi tipici di questa moda sono inoltre zeppe molto alte, abiti variopinti ed eccessivamente scollacciati, come ad esempio sarong tie-dye, minigonne e molti braccialetti, anelli e collane. Tutto deve risultare luccicante, procace e poco chic.
L'abbronzatura molto scura è in diretto conflitto con l'ideale giapponese tradizionale di bellezza femminile. A causa di questo e del forte uso di slang, di un senso anticonvenzionale della moda e di una percezione di poca igiene (a causa del trucco molto pesante e dell'abbronzatura), le ragazze ganguro sono quasi sempre ritratte in modo negativo dai media giapponesi.

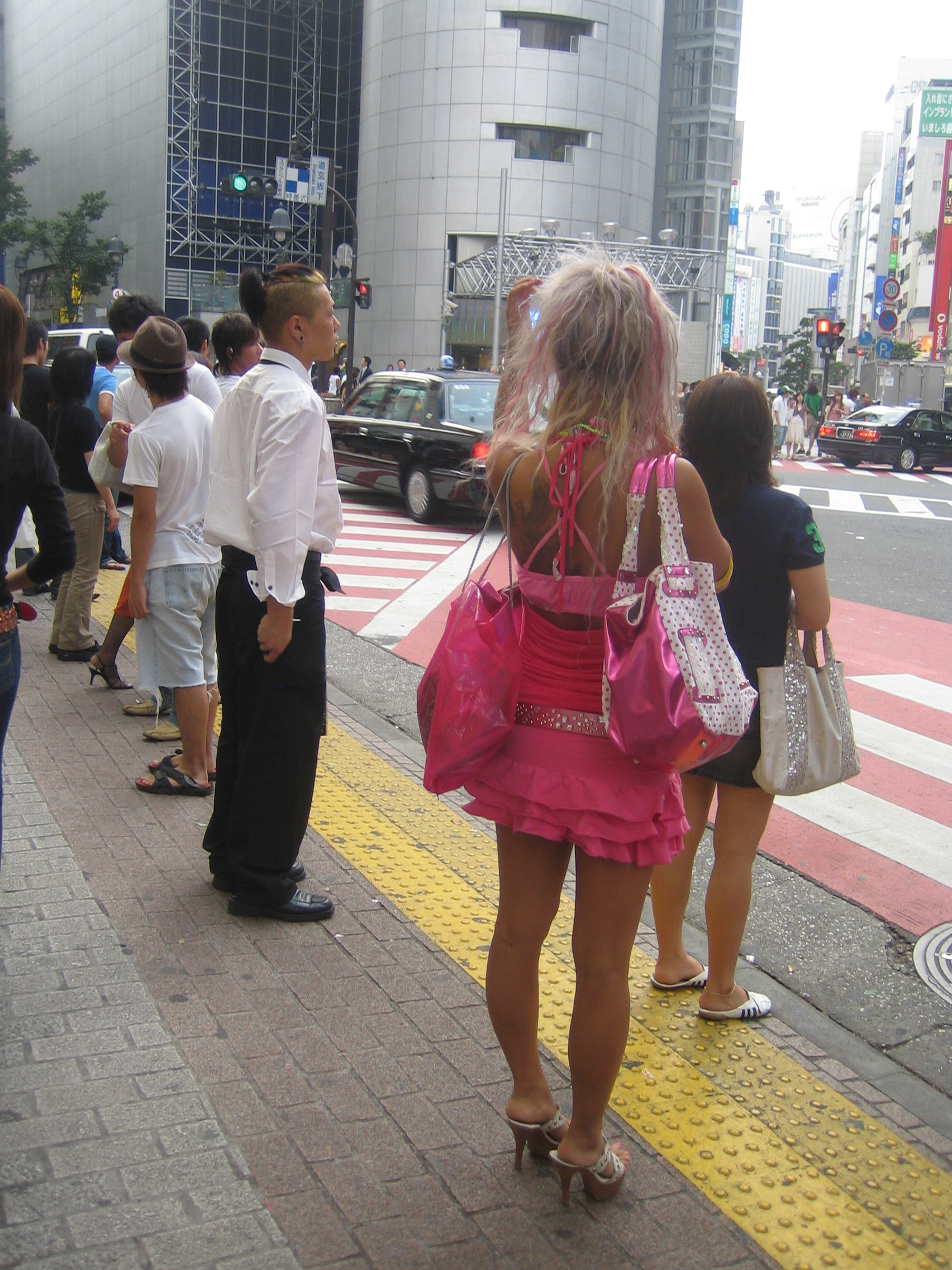
L'abbigliamento classico

Riviste di moda come Egg e Kawaii magazine hanno avuto un'influenza diretta sullo stile ganguro. Altre riviste correlate a questa moda sono Popteen ed Ego System. La cultura ganguro ha inoltre un suo ballo, chiamato Para Para, nel quale vengono fatti dei passi determinati in modo sincronizzato, accompagnati da musica Eurobeat. Gli eventi Para Para si tengono nei circoli ganguro e spesso implicano andare nei locali ad esibirsi.
Generalmente la moda ganguro viene definita old school, il nuovo stile è meno marcato e prevede un'abbronzatura meno scura, un trucco naturale, dei capelli castani lunghi lisci o ricci: prevede minigonne, calzettoni e canotte.
Una delle primissime ragazze ganguro era nota col soprannome di Buriteri, la salsa nera di soia usata per insaporire il pesce nella cucina teriyaki. La rivista Egg ne fece una diva, facendola apparire molto spesso sulle proprie pagine durante il picco di popolarità della moda ganguro. Dopo aver fatto la modella e aver posato per le pubblicità di un solarium, la pressione sociale e i commenti negativi della critica l'hanno convinta a ritirarsi dallo stile di vita ganguro.

### Yamanba
Yamanba (ヤマンバ?) è un nuovo termine usato per descrivere chi pratica la moda ganguro in modo estremo. Lo stile yamanba è basato su un'abbronzatura ancora più scura, l'uso di rossetti bianchi, ombretti color pastello e piccoli adesivi metallici o brillantini sotto gli occhi, lenti a contatto molto colorate e abbigliamento fluorescente al buio (dayglo). Alcune yamanba indossano degli animali impagliati come ornamenti. L'equivalente maschile della ragazza yamanba viene chiamato sentaagai (ragazzo centrale da via centrale), in riferimento ad una via dello shopping vicino alla stazione di Shibuya, a Tokyo, dove le ragazze yamanba e i sentaagai vanno a fare compere.

## Etimologia
L'etimologia della parola "ganguro" è causa di dispute. Alcuni accademici sostengono che il nome derivi da ganguro (顔黒? blackface), ovvero il cerone nero usato in teatro, ma alcune ragazze ganguro sostengono che derivi da gangankuro (ガンガン黒? eccezionalmente scuro). Il termine yamanba deriva da Yama-uba, il nome della strega della montagna nella mitologia giapponese. In slang giapponese il termine viene spesso abbreviato in manba (マンバ?).

## Citazioni nei media
- Nel manga Nana di Ai Yazawa la sorella minore di Nana Komatsu è una Ganguro.
- L'aspetto del Pokémon Jynx venne ispirato proprio dalla figura delle Ganguro. Tuttavia in Occidente esso venne scambiato come uno stereotipo offensivo delle persone di colore e Nintendo fu costretta a cambiare il colore della pelle del Pokémon da nero a viola.
- Nel manga e anime Nyan Koi! il personaggio Kanako Sumiyoshi, l'amica di infanzia del protagonista, durante la sua prima comparsa si presenta come una Ganguro, ma in seguito ad un incidente con l'acqua perderà subito questo stile.
- La protagonista del manga ed anime Peach Girl, Momo Adachi, è additata come Ganguro dalle sue compagne di scuola. Verrà spiegato in seguito che la sua pelle scura dipende dal sole preso durante gli allenamenti di nuoto e che non ha niente a che vedere con la moda Ganguro.
- Kim Kae Lyn, personaggio del manga coreano Sun-Ken Rock, è una ragazza Yamanba, anche se in seguito perderà questo stile.
- Nel videogioco HunieCam Studio, spin-off di HuniePop, il personaggio di Sarah è una Ganguro.
- Quando l'episodio 6 della serie mini-anime Petit Sekai intitolato "Petit Sekai: Leo/need Style" è stato trasmesso per la prima volta su YouTube nel 2022, è stato accusato da alcuni utenti americani sui social-media di "fare/promuovere il blackface" e di "appropriazione culturale" a causa di una scena ispirata al Ganguro percepita come blackface. Il giorno successivo, l'episodio è stato ritirato a tempo indeterminato e sull'account Twitter ufficiale sono state caricate le scuse pubbliche sia in inglese che in giapponese. La rimozione dell'episodio è controversa e molti fan del gioco e della serie, sia giapponesi che americani, soprattutto giapponesi, sono rimasti delusi dalla decisione dell'azienda, con alcuni che hanno rimproverato SEGA per "essersi inginocchiata" (bent the knee) e di aver "ascoltato un branco di indignati utenti occidentali di Twitter che insistono sul fatto che tutti dovrebbero rispettare le culture straniere mentre allo stesso tempo applicano e impongono i propri pregiudizi, visioni, puritanesimo e imperialismo contro i media e le subculture straniere". L'episodio è stato ricaricato su YouTube il 15 marzo 2022 con alcune modifiche, rimuovendo la tipica abbronzatura e make-up Ganguro e anche gli oggetti tribali. Questa mossa di SEGA è stata molto criticata, con i fan di entrambe le parti sopracitate che l'hanno vista come un attacco imperialista, ignorante, ipocrita e bigotto alla cultura e alle subculture giapponesi.[3][4][5][6][7][8]